# Páez (Portuguesa)
Páez is een gemeente in de Venezolaanse staat Portuguesa. De gemeente telt 206.000 inwoners. De hoofdplaats is Acarigua.